# Буржуа, Эмиль
Эмиль Буржуа (24 июля 1857[…], бывший 8-й округ Парижа — 25 августа 1934, Версаль) — французский историк.

## Деятельность
Получил образование в Высшей нормальной школе. Преподавал в Высшей парижской школе журналистики. В 1895 году был назначен преподавателем в Высшей нормальной школе, но оставил эту должность в 1904 году и стал преподавать историю в Сорбонне, где оставался до выхода на пенсию в 1921 году. В начале XX века принял участи в создании справочного издания Кембриджская современная история.
Был специалистом по XVII веку, в частности, занимался международными отношениями. Также являлся научным редактором воспоминаний Езекиеля Спангейма и распоряжений короля французским послам в Голландии. Вместе с Луи Андре провёл инвентаризацию источников, полезных для написания истории XVII—XVII веков.
В 1899 году составил отчёт о реформе среднего образования.
Был избран членом Академии моральных и политических наук в 1920 году. Умер в 1934 году.

## Работы
- Le capitulaire de Kiersy-sur-Oise (877) : étude sur l'état et le régime politique de la société carolingienne à la fin du IXe siècle, d’après la législation de Charles le Chauve, Paris : Hachette, 1885
- Neuchâtel et la politique prussienne en Franche-Comté (1702—1713) d’après des documents inédits des archives de Paris, Berlin et Neuchâtel, Paris : E. Leroux, 1887
- Manuel historique de politique étrangère, Paris : Belin frères, 1892—1898, 2 vol.
- Le Grand siècle : Louis XIV, les arts, les idées, Paris : Hachette, 1896
- Les Réformes de l’enseignement secondaire, note présentée à la Commission de l’enseignement de la Chambre des Députés (8 février 1899), Versailles : impr. de Cerf, (1899)
- L’Enseignement secondaire selon le vœu de la France, Paris : A. Chevalier-Marescq, 1900
- Édition d'Ézéchiel Spanheim, Relation de la cour de France en 1690, Paris : A. Picard et fils, 1900
- Les Archives d’art de la Manufacture de Sèvres, rapport adressé à M. le ministre de l’instruction publique et des beaux-arts et inventaire sommaire, Paris : Cerf, 1905
- La Diplomatie secrète au XVIIIe siècle, ses débuts, Paris : A. Colin, 1907
- édition de Recueil des instructions données aux ambassadeurs et ministres de France depuis les traités de Westphalie jusqu'à la Révolution française. XIII, Hollande, Paris : E. de Boccard, 1924.
- Les sources de l’histoire de France : le XVIIe siècle (1610—1715), Paris : A. Picard et fils, 1913—1935, 8 vol. (совместно с Луи Андре)